# Maja e Kollatës
Maja e Kollatës är en bergstopp i Albanien. Den ligger i den norra delen av landet, 130 km norr om huvudstaden Tirana. Toppen på Maja e Kollatës är 2 547 meter över havet, eller 509 meter över den omgivande terrängen. Bredden vid basen är 2,9 km. Maja e Kollatës ingår i Prokletije.
Terrängen runt Maja e Kollatës är huvudsakligen bergig, men åt nordost är den kuperad.   Runt Maja e Kollatës är det glesbefolkat, med 18 invånare per kvadratkilometer.. 
Trakten runt Maja e Kollatës består i huvudsak av gräsmarker.